# Bacillus
Bacillus je rod rovných grampozitivních sporulujících tyčinkovitých bakterií, které obvykle dosahují velikosti 1x4 μm, z čeledi Bacillaceae. Některé druhy rodu Bacillus produkují antibiotika. Tvoří bělavé až hnědavé nepravidelné kolonie buněk. Tyto bakterie jsou aerobní, nebo fakultativně aerobní. Spory jsou teplotně rezistentní teplotě 120 °C po dobu 30 minut. Optimální pH je 5,5-8,5. Stejně jako Clostridium tvoří asi do 10 % epifytních bakterií na rostlinách. Tato bakterie je též známá pro produkci fytoalexinů, látek působících stimulačně, nebo inhibičně na růst rostlin. Spolu s Deuteromycétami je obsažen v seně. To souvisí i s úpravou siláže, kdy se za určitých podmínek po očkování BMK přidávají další bakterie jako zdroj hydroláz. Je to právě Bacillus, nebo též Aspergillus.

## Významnější druhy
- Bacillus anthracis - onemocnění antrax
- B. alcalophilus
- B. azotoformans
- B. brevis
- B. cereus - aerobní rozklad škrobu, amonifikace
- B. circulans - aerobní rozklad škrobu
- B. coagulans
- B. fusiformis
- B. licheniformis
- B. macerans
- B. megaterium - amonifikace
- B. mycoides
- B. pasteurii
- B. polymyxa
- B. sphaericus
- B. schlegedii
- B. subtilis - aerobní rozklad škrobu a pektinů, amonifikace
- B. thuringiensis - využití v zemědělství, transgenní plodiny

## Nomenklatura
Rodové jméno Bacillus nese dále také jen rod strašilek (Phasmatodea), což je možné jen proto, že názvosloví živočichů a bakterií se řídí nezávislými pravidly, u nově tvořených taxonů však již podobné shody nejsou přípustné.